# Mylochromis gracilis
Mylochromis gracilis е вид лъчеперка от семейство Цихлиди (Cichlidae).